# XIII Cumbre Iberoamericana
La XIII Cumbre Iberoamericana de Jefes de Estado y de Gobierno se realizó en la ciudad de Santa Cruz de la Sierra en Bolivia en el mes de noviembre de 2003. Participaron 21 países con sus respectivos gobiernos, bajo el gobierno del presidente Carlos Mesa. Además asistieron la reina Sofía de Grecia y el Secretario General de las Naciones Unidas, Kofi Annan.

## Historia
La controversia que se desató en esta Cumbre fue la complicación de las relaciones diplomáticas y bilaterales tanto entre Venezuela, Bolivia y Chile cuando el presidente de Venezuela Hugo Chávez en uno de sus discurso dijo: "Que algún día le gustaría bañarse en una playa boliviana porque Bolivia tuvo su mar", en aquel entonces los discursos fueron apoyados por Evo Morales, en ese entonces diputado cuando en Chile gobernada el expresidente Ricardo Lagos. Ambos presidentes, de Chile y Venezuela, retiraron a sus embajadores de los respectivos países. Al parecer esto fue el inicio, a que esta vez Bolivia y Chile se complicaran las situaciones sobre todo bilaterales y luego buscarían una solución por el problema marítimo, incluso cuando Morales en una entrevista afirmó "enfrentarse con Chile bélicamente", ya que el presidente Lagos lo consideró irrelevante y uno de los miembros del gobierno de aquel entonces, dijo que Bolivia tendrá su mar, pero un mar de sangre. Después de la controversia, todo retornó a la normalidad pero quedando en agenda el problema marítimo.

## Participantes

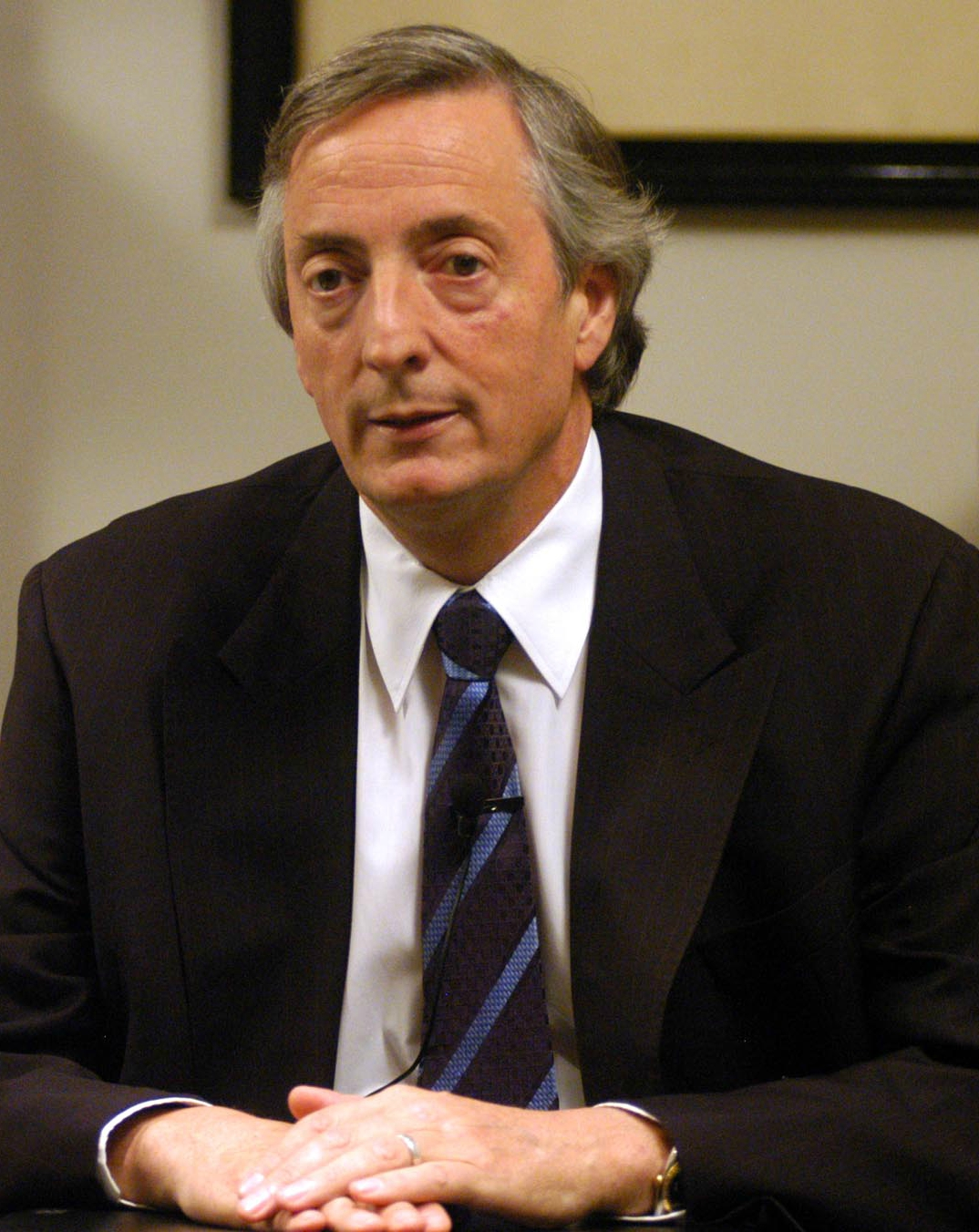
ARG Néstor Kirchner, Presidente
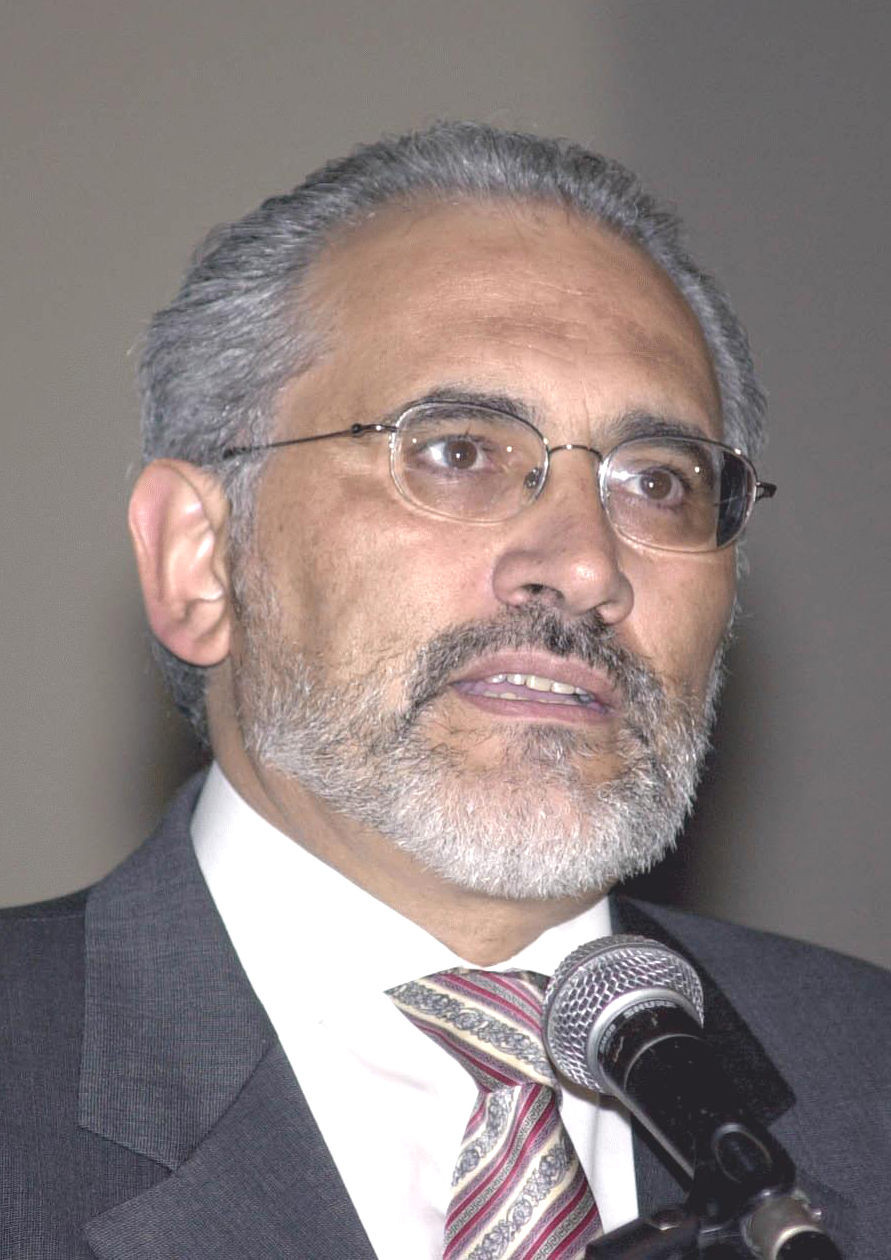
BOL Carlos Mesa Gisbert, Presidente (anfitrión)
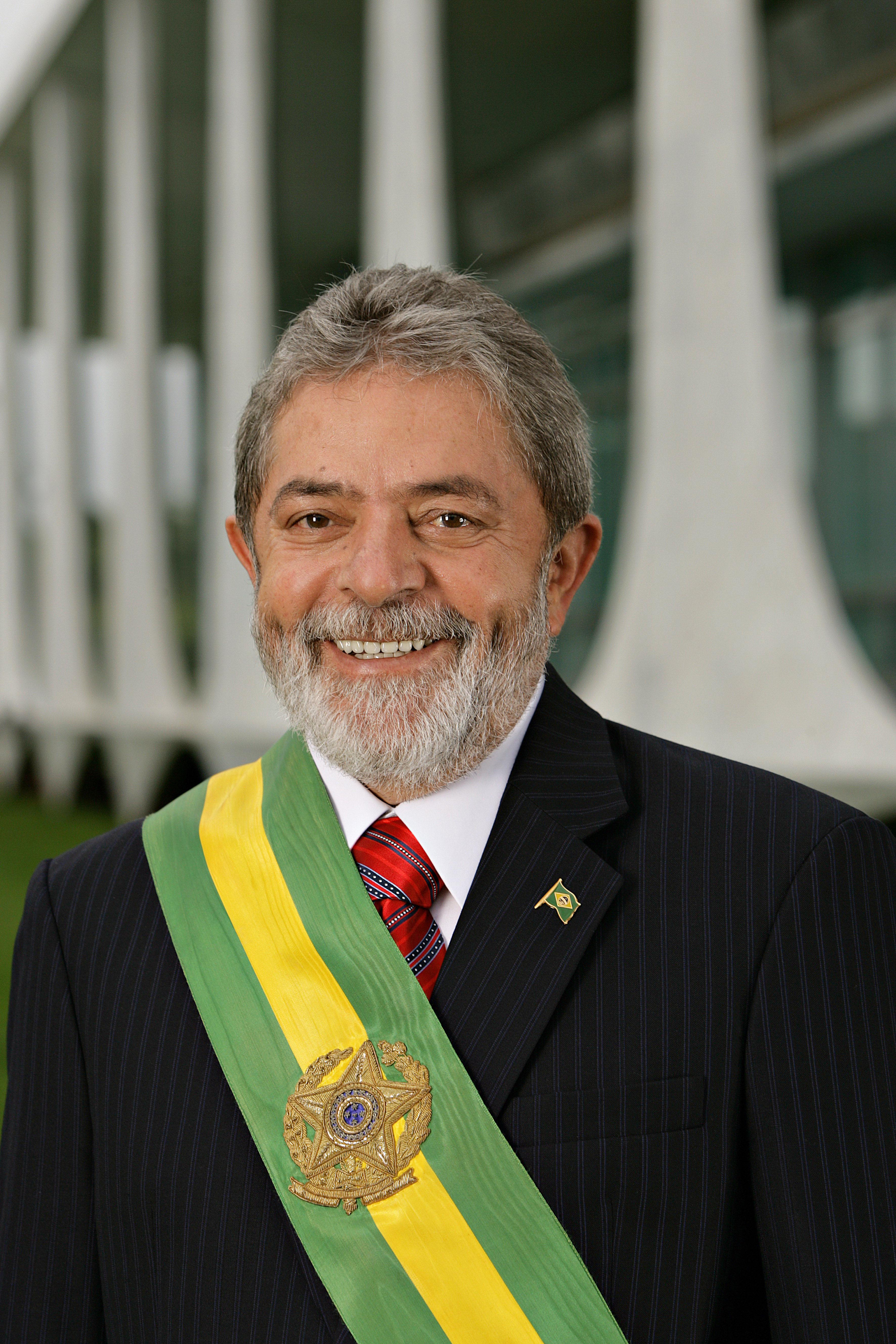
BRA Luiz Inácio Lula da Silva, Presidente
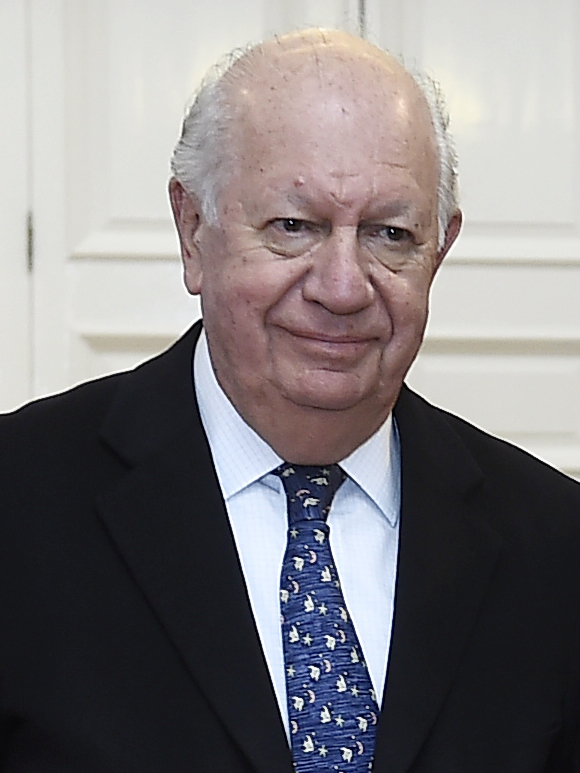
CHI Ricardo Lagos, Presidente
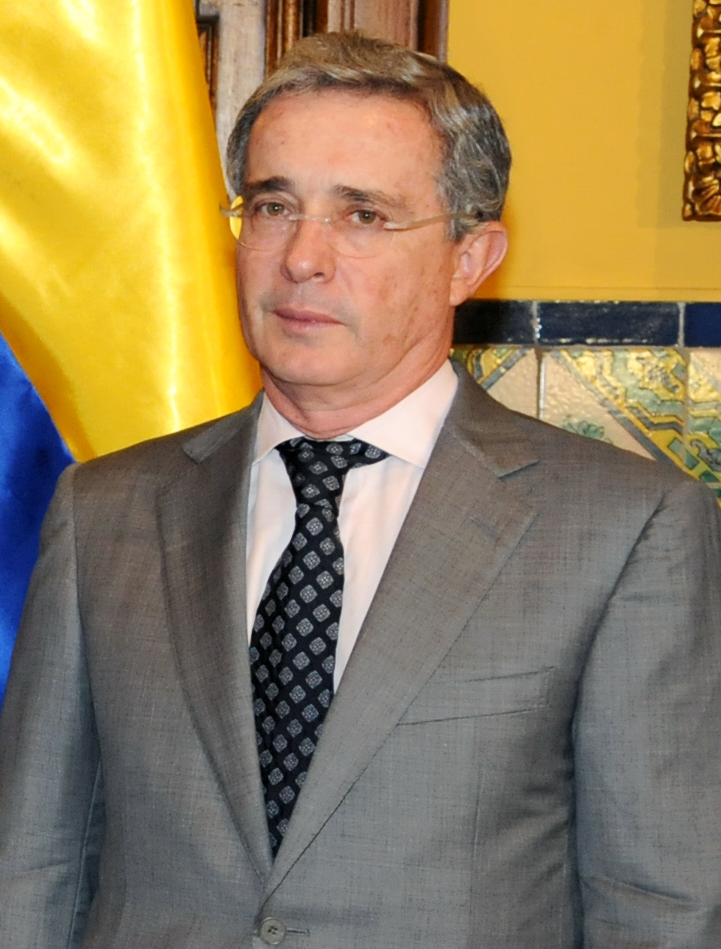
COL Álvaro Uribe Vélez, Presidente
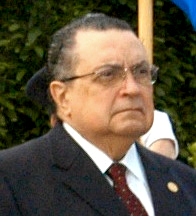
CRI Abel Pacheco de la Espriella, Presidente
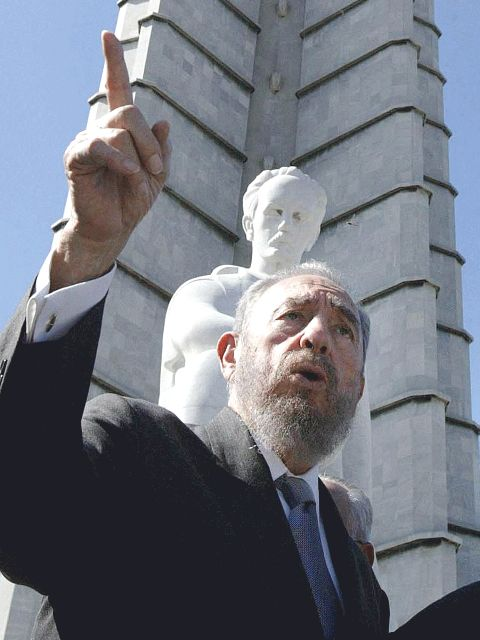
CUB Fidel Castro, Presidente
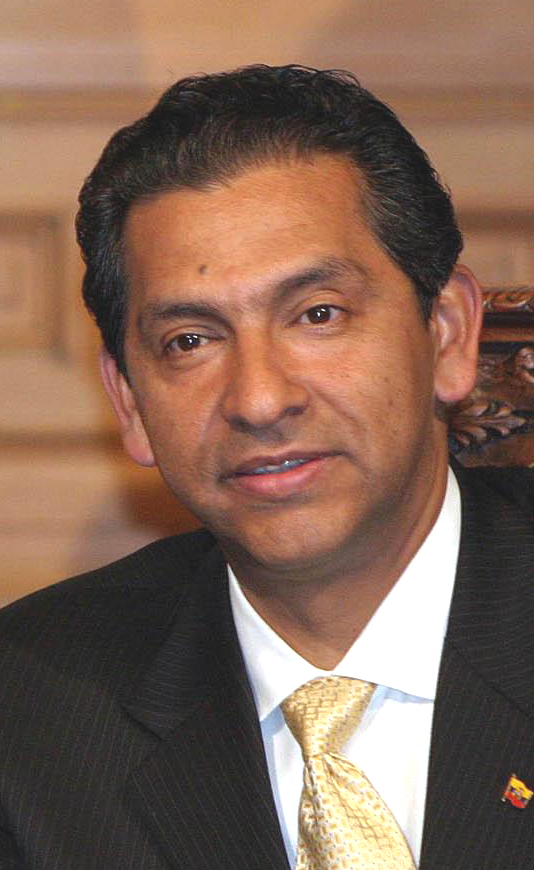
ECU Lucio Gutiérrez, Presidente
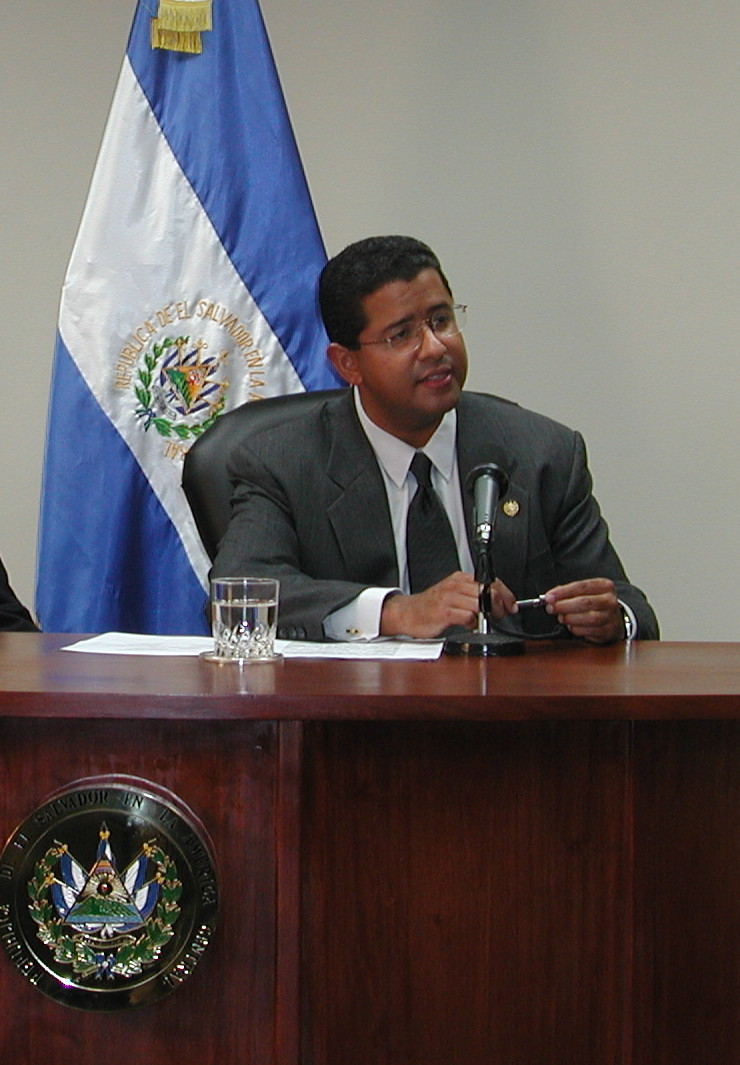
SLV Francisco Flores, Presidente
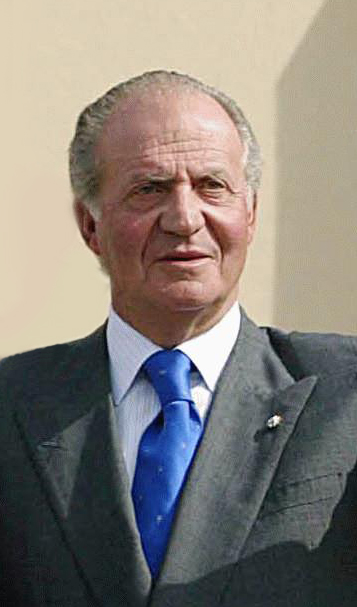
ESP Juan Carlos I, Rey
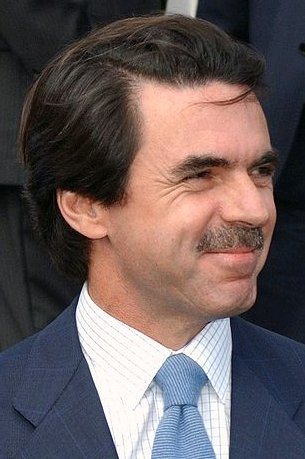
ESP José María Aznar, Presidente del Gobierno
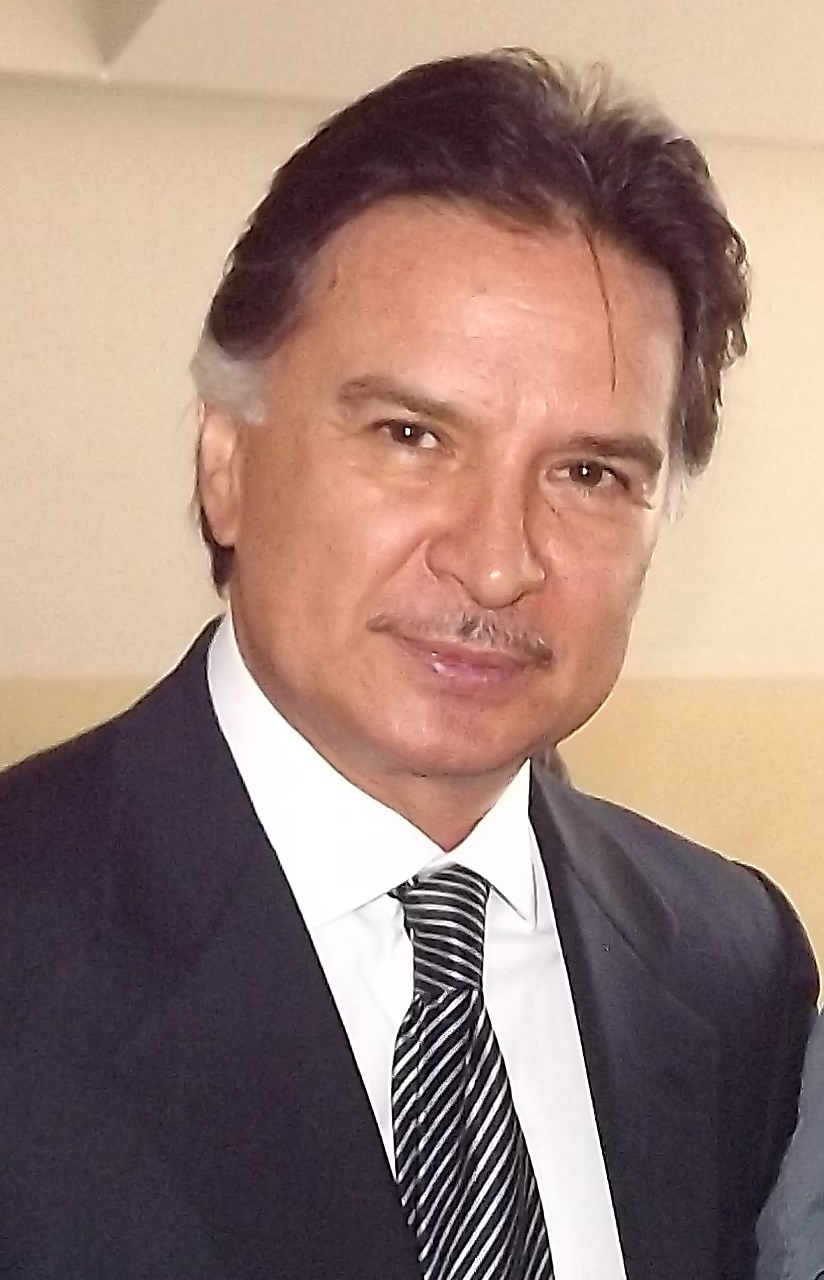
GTM Alfonso Portillo, Presidente
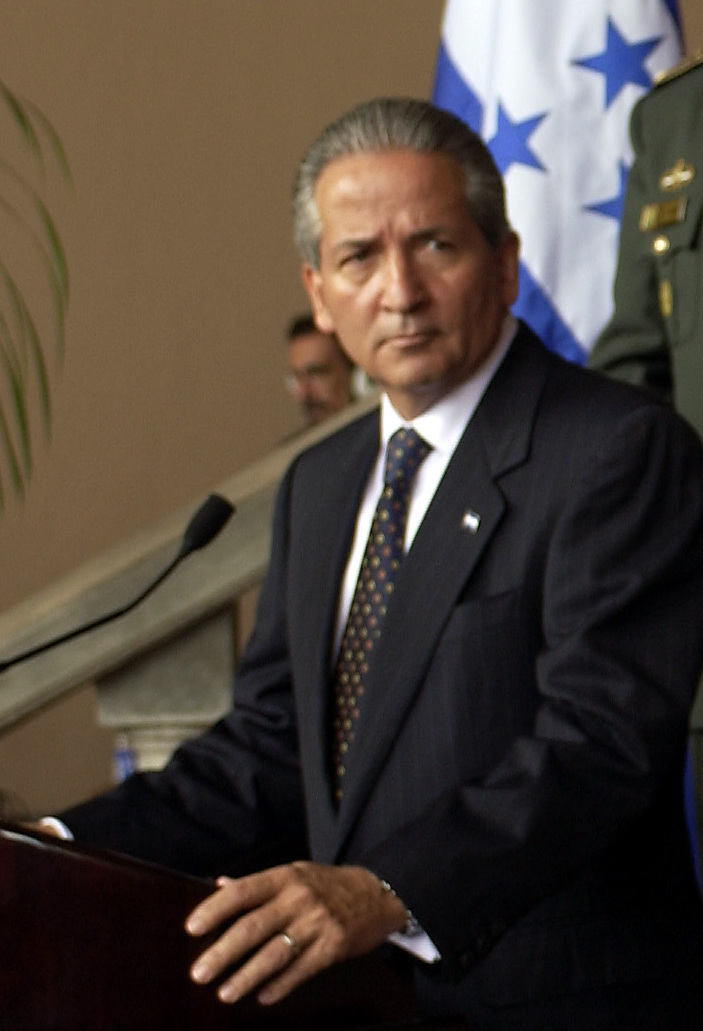
HON Ricardo Maduro, Presidente
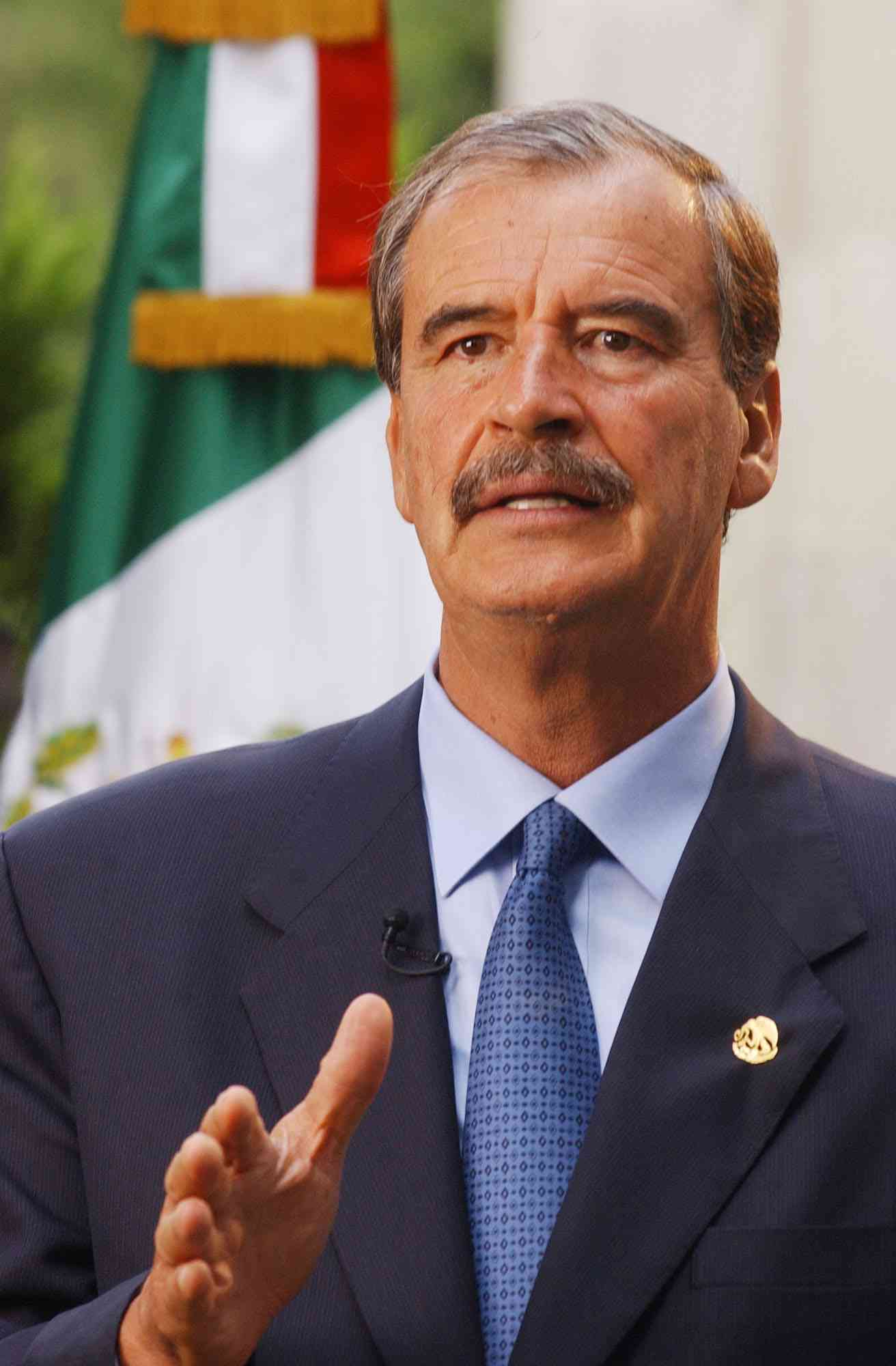
MEX Vicente Fox Quesada, Presidente
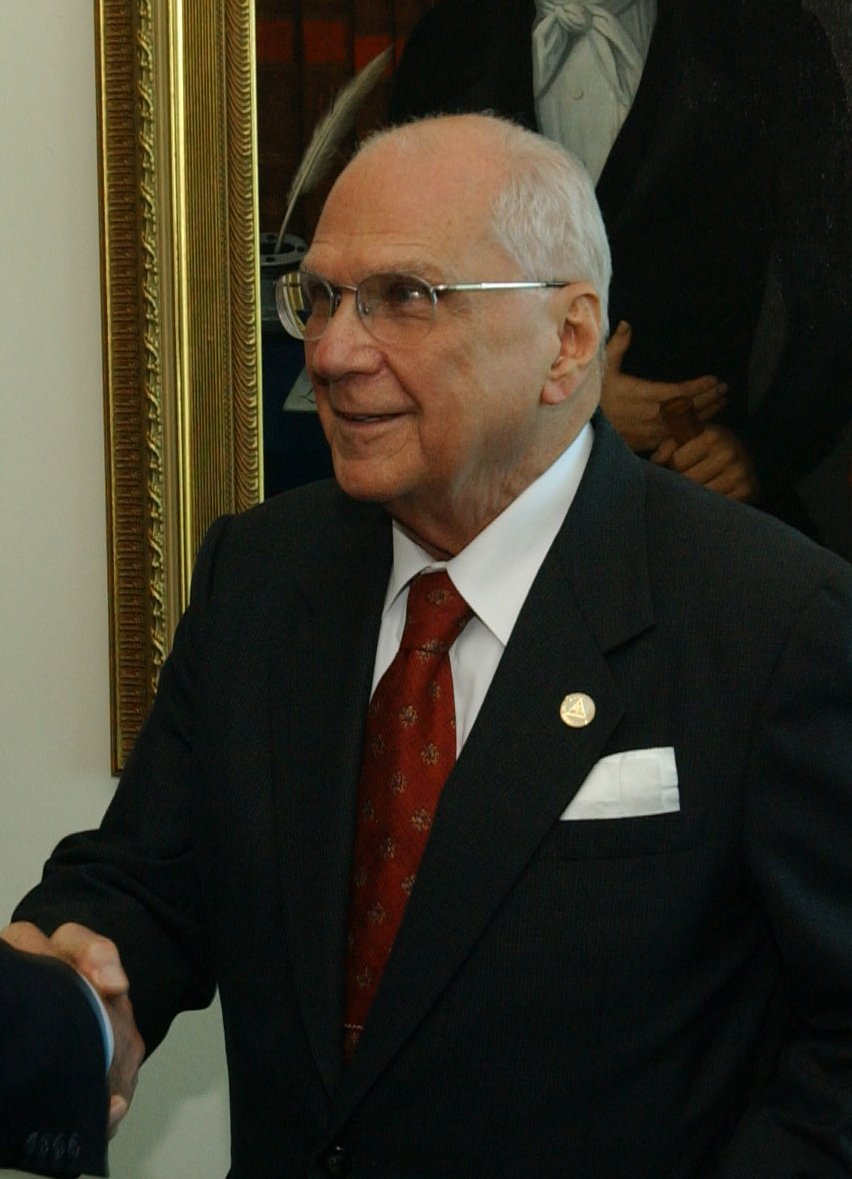
NIC Enrique Bolaños Geyer, Presidente
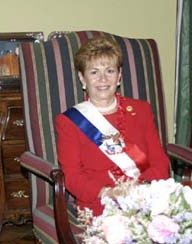
PAN Mireya Moscoso, Presidenta
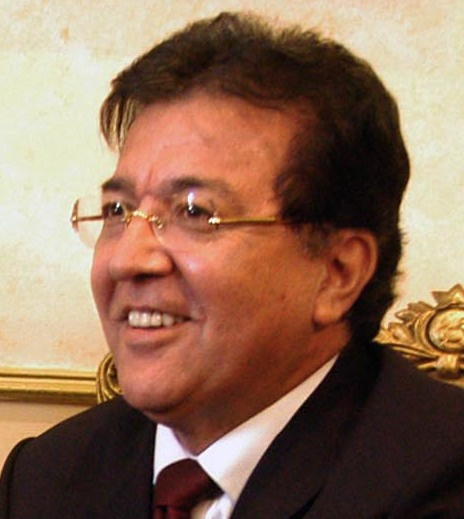
PAR Nicanor Duarte Frutos, Presidente
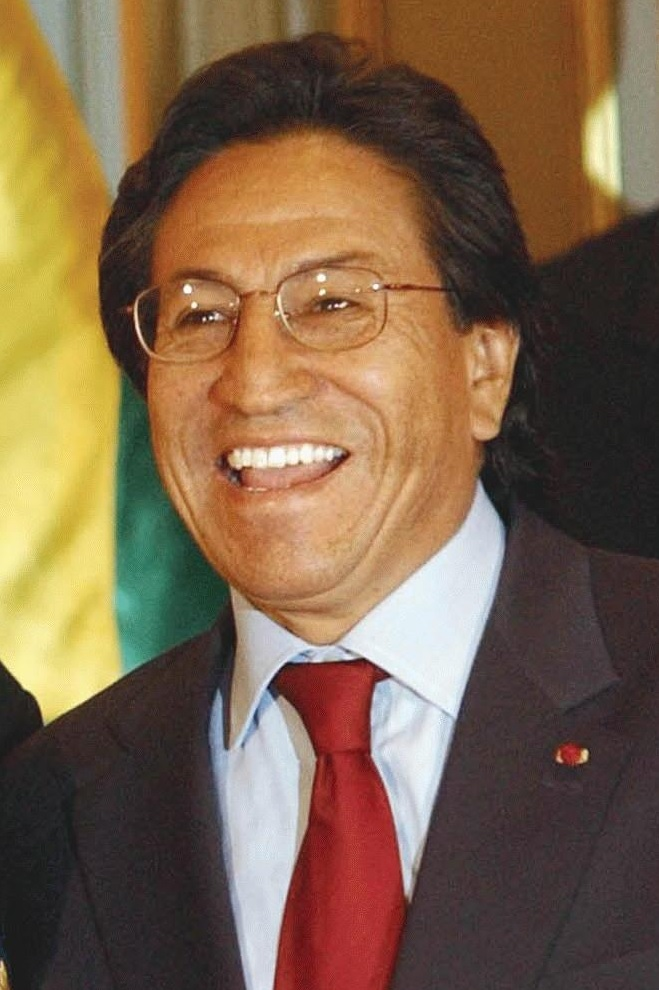
PER Alejandro Toledo Manrique, Presidente
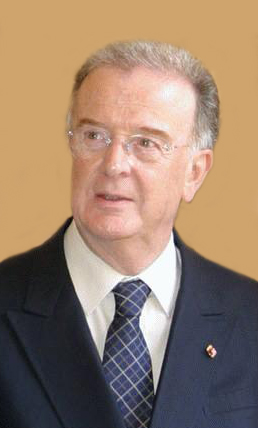
POR Jorge Sampaio, Presidente
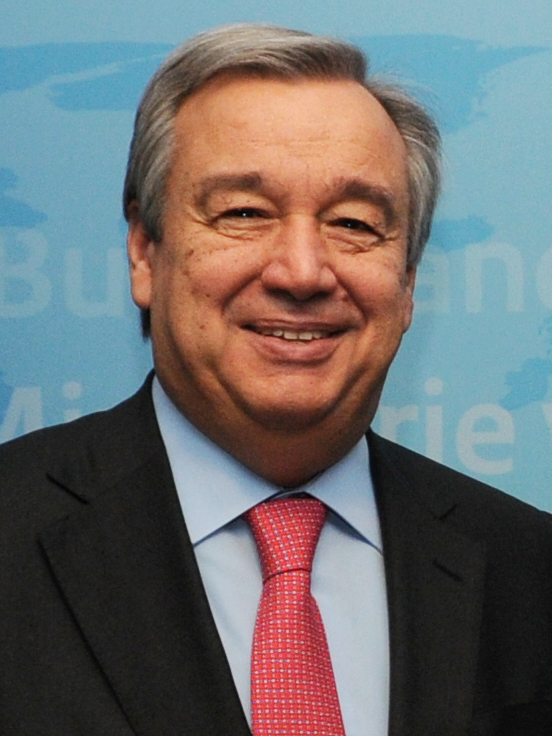
POR António Guterres, Primer Ministro
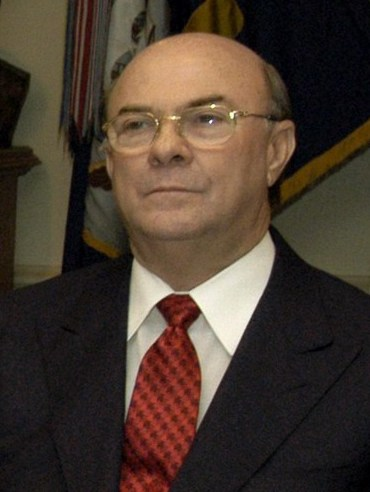
DOM Hipólito Mejía, Presidente
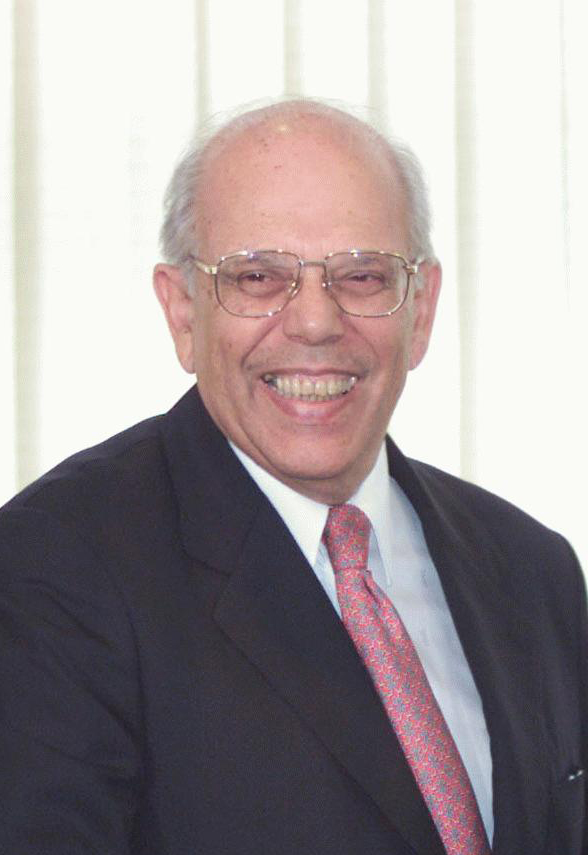
URU Jorge Batlle, Presidente
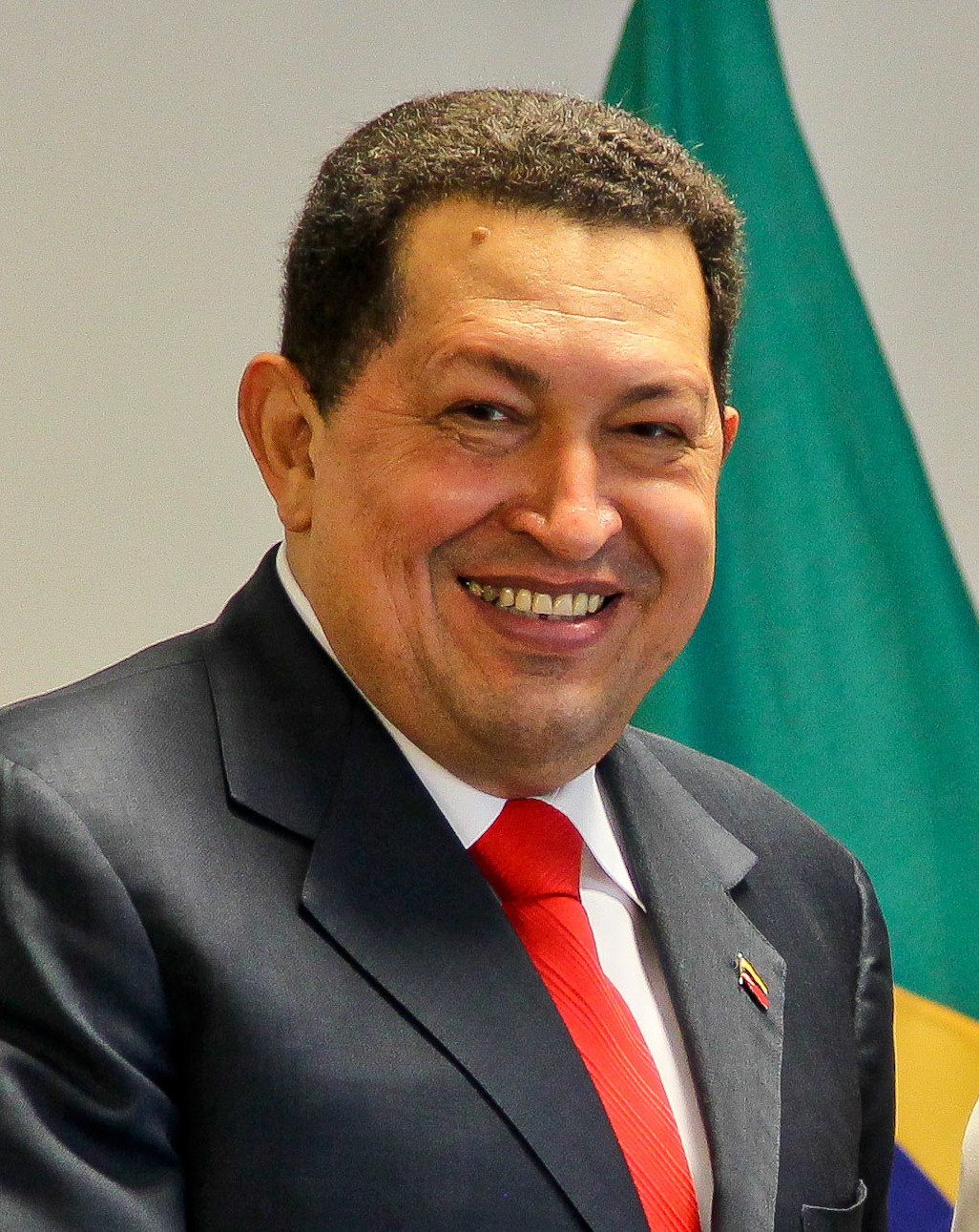
VEN Hugo Chavez, Presidente

- Argentina
Néstor Kirchner, Presidente
- Bolivia
Carlos Mesa Gisbert, Presidente
(anfitrión)
- Brasil
Luiz Inácio Lula da Silva, Presidente
- Chile
Ricardo Lagos, Presidente
- Colombia
Álvaro Uribe Vélez, Presidente
- Costa Rica
Abel Pacheco de la Espriella, Presidente
- Cuba
Fidel Castro, Presidente
- Ecuador
 Lucio Gutiérrez, Presidente
- El Salvador
Francisco Flores, Presidente
- España
Juan Carlos I, Rey
- España
José María Aznar, Presidente del Gobierno
- Guatemala
Alfonso Portillo, Presidente
- Honduras
Ricardo Maduro, Presidente
- México
Vicente Fox Quesada, Presidente
- Nicaragua
Enrique Bolaños Geyer, Presidente
- Panamá
Mireya Moscoso, Presidenta
- Paraguay
Nicanor Duarte Frutos, Presidente
- Perú
Alejandro Toledo Manrique, Presidente
- Portugal
Jorge Sampaio, Presidente
- Portugal
António Guterres, Primer Ministro
- República Dominicana
Hipólito Mejía, Presidente
- Uruguay
Jorge Batlle, Presidente
- Venezuela
Hugo Chavez, Presidente